# Iviraiva pachyura
Iviraiva pachyura là một loài nhện trong họ Hersiliidae.
Loài này thuộc chi Iviraiva. Iviraiva pachyura được miêu tả năm 1935 bởi Cândido Firmino de Mello-Leitão.